# Ocean Globe Race
L'Ocean Globe Race, courue en 2023-2024, marque le 50e anniversaire de la première course à la voile autour du monde en équipage, baptisée à l'origine Whitbread Round the World Race (WRTWR), qui se déroula en 1973. Elle se dispute avec des yachts similaires à ceux utilisés à l'époque. À l'exception de l'équipement de sécurité, l'utilisation de technologies modernes est interdite. Le départ se fait à Southampton (Royaume-Uni) le 10 septembre 2023. Quatorze équipes concourent pour faire le tour du monde avec trois escales : Le Cap (Afrique du Sud), Auckland (Nouvelle-Zélande), en passant par le Cap Horn, Punta del Este (Uruguay), avant de retourner à Cowes (île de Wight, Royaume-Uni) en avril 2024.
La course est remportée par le voilier Maiden au classement IRC (temps compensé) et par Pen Duick VI au classement en temps réel.

## Classement et résultats
Le prix principal, The Ocean Globe Race Winners perpetual IRC Trophy, est décerné au yacht dont le temps de navigation corrigé de l'IRC est le plus court. Les autres prix sont les prix IRC par classe (Flyer, Sayula et Adventure), le prix Line Honours (décerné au premier bateau sans considération du handicap) et le prix Spirit of the OGR, attribué au participant le plus méritant de la flotte.
Le voilier Maiden remporte la première place au classement IRC et marque la première victoire d'un équipage entièrement féminin dans une compétition de voile autour du monde.
En remportant les deux premières étapes, Translated 9 est le voilier qui en a gagné le plus. Il est co-skippé par Marco Trombetti (également armateur), Vittorio Malingri, Simon Curwen et Nico Malingri. Translated 9 abandonne lors de la troisième étape en raison de dommages à la coque, mais réussi à la réparer et à rejoindre la quatrième étape juste à temps. Après avoir repris la tête de l'étape 4, il abandonne à nouveau en raison du même problème de coque. Triana, le bateau français skippé par l'entrepreneur et navigateur Jean d'Arthuys, remporte la 3e étape. La 4e étape est remportée par Pen Duick VI skippé par Marie Tabarly.
| IRC     | Équipe          | Skipper                             | Itinéraire                                             |
| ------- | --------------- | ----------------------------------- | ------------------------------------------------------ |
| Étape 1 | 🇮🇹 Translated 9 | Marco Trombetti - Vittorio Malingri | Southampton (Royaume-Uni) - Le Cap (Afrique du Sud)    |
| Étape 2 | 🇮🇹 Translated 9 | Marco Trombetti - Vittorio Malingri | Le Cap (Afrique du Sud) - Auckland (Nouvelle-Zélande)  |
| Étape 3 | 🇫🇷 Triana       | Jean d'Arthuys                      | Auckland (Nouvelle-Zélande) - Punta del Este (Uruguay) |
| Étape 4 | 🇫🇷 Pen Duick VI | Marie Tabarly                       | Punta del Este (Uruguay) - Cowes (Royaume-Uni)         |

| Équipe             | Étape 1 | Étape 2 | Étape 3                       | Étape 4                       |
| ------------------ | ------- | ------- | ----------------------------- | ----------------------------- |
| Translated 9       | 1       | 1       | abandon (dommages à la coque) | abandon (dommages à la coque) |
| Spirit of Helsinki | 2       | 3       | 5                             | 4                             |
| Maiden             | 3       | 4       | 4                             | 5                             |
| Triana             | 4       | 2       | 1                             | 7                             |
| Outlaw             | 5       | 10      | 7                             | 6                             |
| Galiana WithSecure | 6       | 6       | 3                             | 8                             |
| Pen Duick VI       | 7       | 5       | 2                             | 1                             |
| White Shadow       | 8       | 11      | 10                            | 9                             |
| L'Esprit d'équipe  | 9       | 9       | 8                             | 2                             |
| Sterna             | 10      | 12      | 11                            | 11                            |
| Neptune            | 11      | 8       | 6                             | 3                             |
| Evrika             | 12      | 7       | 9                             | 10                            |
| Explorer           | 13      | 13      | 12                            | 13                            |
| Godspeed           | 14      | abandon | abandon                       | abandon                       |

Line Honours
Le prix Line Honours (en temps réel) récompense le bateau le plus rapide de la flotte sans tenir compte des formes différentes des yachts.
La première étape est remportée par Spirit of Helsinki, skippé par Jussi Paavoseppä. La deuxième est remportée par Translated 9, co-skippé par Marco Trombetti et Vittorio Malingri. Les troisième et quatrième étapes sont remportées par Pen Duick VI, skippé par Marie Tabarly, qui gagne aussi le prix de la victoire en temps réel.

## Classes
Les yachts sont répartis en 3 classes : Sayula (56,1 pieds-66 pieds), Adventure (47 pieds-56 pieds), et Flyer, qui comprend les yachts précédemment inscrits en 1973, 1977 ou 1981 WRTWR, ou bénéficiant d'une importance historique « pertinente » et les yachts de formation à la voile « approuvés » construits en production, certifiés pour l'océan, mesurant généralement de 55 pieds à 68 pieds.

## Les inscrits
Au départ, la flotte était composée de 14 équipes originaires de France, d'Italie, d'Espagne, de Finlande, du Royaume-Uni, des États-Unis, d'Afrique du Sud et d'Australie, avec environ 30 % de femmes navigatrices.
- Classe Flyer : Translated 9 (Italie), Pen Duick VI (France), Maiden (Royaume-Uni), L'Esprit d'équipe (France), Neptune (France).
- Classe Sayula : Evrika (France), Spirit of Helsinki (Finlande), White Shadow (Espagne), Explorer (Australie).
- Classe Aventure : Triana (France), Outlaw (Australie), Sterna (Afrique du Sud), Godspeed (États-Unis), Galiana WithSecure (Finlande).

## Règles
Chaque équipage est composé d'au moins 70 % de marins non professionnels, d'une femme et d'un navigateur de moins de 24 ans. Pour cette raison, l'OGR est défini comme une aventure mondiale pour les marins ordinaires sur des yachts standard. Une caractéristique distinctive de l'OGR est l'utilisation limitée de la technologie moderne à bord : les ordinateurs, les satellites, le GPS et les matériaux de haute technologie sont interdits. Les équipes naviguent à l'aide de sextants et reçoivent des prévisions météorologiques par télécopie radio.

## Organisateurs
L'aventurier et circumnavigateur australien Don McIntyre est à l'initiative de cette édition.